# Greysia Polii
Greysia Polii (ur. 11 sierpnia 1987 w Dżakarcie) – indonezyjska badmintonistka, złota medalistka olimpijska. 
W 2021 reprezentowała swój kraj na igrzyskach w Tokio. W parze z Apriyani Rahayu zdobyła złoty medal w deblu kobiet.